# Ла-Морра
Ла-Морра (італ. La Morra, п'єм. La Mora) — муніципалітет в Італії, у регіоні П'ємонт,  провінція Кунео.
Ла-Морра розташована на відстані близько 480 км на північний захід від Рима, 55 км на південь від Турина, 45 км на північний схід від Кунео.
Населення — 2754 особи (2014).
Щорічний фестиваль відбувається 11 листопада. Покровитель — святий Мартин.

## Демографія
Населення за роками:

Станом на 1 січня 2023 року в муніципалітеті офіційно проживало 385 іноземців з 31 країни, серед них 218 громадян країн Євросоюзу та 2 громадяни України.

## Сусідні муніципалітети
- Альба
- Бароло
- Бра
- Кастільйоне-Фаллетто
- Кераско
- Нарцоле
- Родді
- Вердуно